# إنور (لغة)
إنور (تنطق: [inoːr] )، تسمى أحيانًا إنمور، لغة أفروآسيوية يتحدث بها شعب وسط إثيوبيا. وهي إحدى اللغات الجوراجية، يتمركز الناطقون بها في منطقة الأمم الجنوبية، وكذلك الذين استقروا في المدن الإثيوبية، وخاصة أديس أبابا. وهي تتسم بنفس المورفولوجي المشترك بين جميع اللغات السامية، تمتلك لغة إنور نفس التشكيل المعقد الخاص بلغات الجوراجي الغربية.
تعتبر إندجن وإنر وجيتو واللهجة المنقرضة ميسميس من لهجات لغة إنور. لغة إنور تملك حروف علة أنفية، وهو أمر غير معتاد في اللغات الجوراجية.